# 多摩市立多摩永山中学校
多摩市立多摩永山中学校（たましりつたまながやまちゅうがっこう）は東京都多摩市永山に置かれる公立中学校である。略称はたまなが。

## 沿革
1997年、多摩市立永山中学校、多摩市立西永山中学校を統合により設立された。開校後1年間、旧西永山中学校を仮校舎とした。多摩市内で初めての統合学校となっている。

### 年表
- 1997年4月1日 - 多摩市立永山中学校と多摩市立西永山中学校との統合により多摩市立多摩永山中学校開校[1]。

## イベント
イベント、学校行事等は以下の通り。
移動教室
1学年のみ。基本的に1学期に行う。通年で多摩市立八ヶ岳少年自然の家を中心としての活動である。宿泊あり。
都内巡り
2学年のみ。基本的に3学期に行う。自分たちで計画し、普段の生活班で行動する。主に都心をめぐるものとし、東京23区内のみとする。宿泊はない。
修学旅行
3学年のみ。基本的に2学期の初めに行う。生活班でルート決めをして、京都・奈良をめぐる。宿泊あり。
運動会
全学年で行われる。各学年のクラス対抗、全学年の色別対抗でそれぞれ行われる。表彰は学年優勝、色別優勝、学年種目優勝、大縄上位3位である。色は赤、青、黄色(4クラスの際は緑、但し色別対抗は開催されない) 
永光祭（えいこうさい）
2学期に「合唱の部」3学期に「展示の部」を分けて行う。合唱は優勝を競うものだが、展示は競わず作品を展示するだけ。普段活動の姿が見られない文化部、通級学級等の展示も含む。

## 通級
- 通級指導学級を設けている。名前は「こぶし学級」。他校からの生徒はもちろん、申請すれば多摩永山中学校に所属する生徒も、通常学級と並行して受けることができる。

## 学級
- 学級数は生徒数にもよるが基本的に3学級。人数が多い学年は4学級になることもあるが、2年時から3学級に変更される場合が多い。

## 連携推薦
東京都立永山高等学校への入学受験の際、一般受験と選抜推薦に加えて、連携推薦がある。一定基準を満たすものであれば受けることができる。このシステムは多摩永山中学校のみならず諏訪中学校、青陵中学校でも実施されている。これらは連携型中高一貫教育校のもとに行われている。

## アクセス
- 最寄駅は小田急電鉄多摩線永山駅、京王電鉄相模原線永山駅である。徒歩5分～10分ほどである。

## 主な卒業生
- 渡辺亮太（サッカー選手）